# Michael Rundio
Michael Rundio (* 21. Januar 1983 in Ulm) ist ein ehemaliger deutscher Fußballspieler.

## Karriere

### Vereine
Rundio begann in Lonsee im baden-württembergischen Alb-Donau-Kreis beim dort ansässigen Mehrspartensportverein SV Lonsee mit dem Fußballspielen. Danach spielte er bis 1996 für den SC Geislingen, bevor er in die Jugendabteilung des VfB Stuttgart wechselte. Noch als A-Jugendspieler kam er für die Erste Mannschaft in der Bundesliga zu seinem Debüt im Seniorenbereich. Am 30. September 2001 (8. Spieltag) verlor er mit seiner Mannschaft mit 0:4 im Auswärtsspiel gegen den FC Bayern München. Vom 20. Oktober 2001 bis zum 23. November 2003 kam er für den VfB Stuttgart II in der drittklassigen Regionalliga Süd in 31 Punktspielen zum Einsatz, in denen ihm ein Tor gelang, sowie in 29 Punktspielen in der Oberliga Baden-Württemberg, in denen er zwei Tore erzielte. Während dieser Zeit kam er nochmals am 15. Dezember 2002, 1. Februar 2003 und am 8. März 2003 in der Bundesliga für die Erste Mannschaft zum Einsatz.
Ablösefrei zur SpVgg Greuther Fürth gewechselt, gehörte er dem Verein im Kalenderjahr 2004 an und wurde in fünf Punktspielen der 2. Bundesliga eingesetzt. Über ein Leihgeschäft gehörte er ein halbes Jahr lang (die Rückrunde der Saison 2004/05 in der Regionalliga Süd) den Sportfreuden Siegen an. Davor und danach bestritt er 15 und neun Punktspiele für die SpVgg Greuther Fürth II in der viertklassigen Bayernliga. Nach dem Ende der Leihfrist ohne Pflichtspieleinsatz, kehrte er nach Fürth zurück und wechselte zu Jahresbeginn 2006 zur TSG 1899 Hoffenheim. In lediglich zwei Punktspielen fand er für die Zweite Mannschaft in der Oberliga Baden-Württemberg Berücksichtigung. Nach einer Auszeit vom Fußballsport gehörte er zuletzt ab dem 1. Juli 2009 seinem ehemaligen Verein aus der Jugendzeit an und beendete im weiteren Verlauf dort seine Spielerkarriere.

### Nationalmannschaft
Rundio debütierte als Nationalspieler in der U19-Nationalmannschaft am 4. September 2001 in Landskrona beim 4:0-Sieg über die U19-Nationalmannschaft Schwedens im ersten Spiel der EM-Qualifikationsgruppe 1; dabei gelang ihm mit dem Treffer zum 2:0 in der 35. Minute sein erstes Länderspieltor. Beim 2:2-Unentschieden am 11. Oktober 2001 gegen die U19-Nationalmannschaft der Türkei, beim 3:1-Sieg über die U19-Nationalmannschaft Schwedens am 8. November 2001 und beim 2:1-Sieg über die U19-Nationalmannschaft der Türkei am 15. November 2001 wurde er ebenfalls berücksichtigt.
Für die U20-Nationalmannschaft bestritt er acht Länderspiele, in denen er vier Tore erzielte. Er debütierte in dieser Altersklasse am 11. Dezember 2002 bei der 1:2-Niederlage gegen die U20-Nationalmannschaft Italiens im Rahmen einer Internationalen Spielrunde und erzielte den Treffer zum 1:1 in der zwölften Minute. Mit der Mannschaft nahm er auch an der Junioren-Weltmeisterschaft 2003 teil und kam in zwei Spielen der Gruppe F am 2. und 5. Dezember beim 3:1-Sieg über die US-amerikanische U20-Nationalmannschaft und bei der 0:2-Niederlage gegen die U20-Nationalmannschaft Paraguays zum Einsatz. 

## Sonstiges
Im Sommer 2013 spielte er für das Sat 1: World All Stars Team, rund um das Trainerteam Oliver Pocher, Winfried Schäfer bei „Alle gegen den BVB“.

## Erfolge
- DFB-Junioren-Pokalsieger 2001